# Ithycythara lanceolata
Ithycythara lanceolata är en snäckart som först beskrevs av C. B. Adams 1850.  Ithycythara lanceolata ingår i släktet Ithycythara och familjen kägelsnäckor. Inga underarter finns listade i Catalogue of Life.